# Freiheitskämpfer (Skulptur)

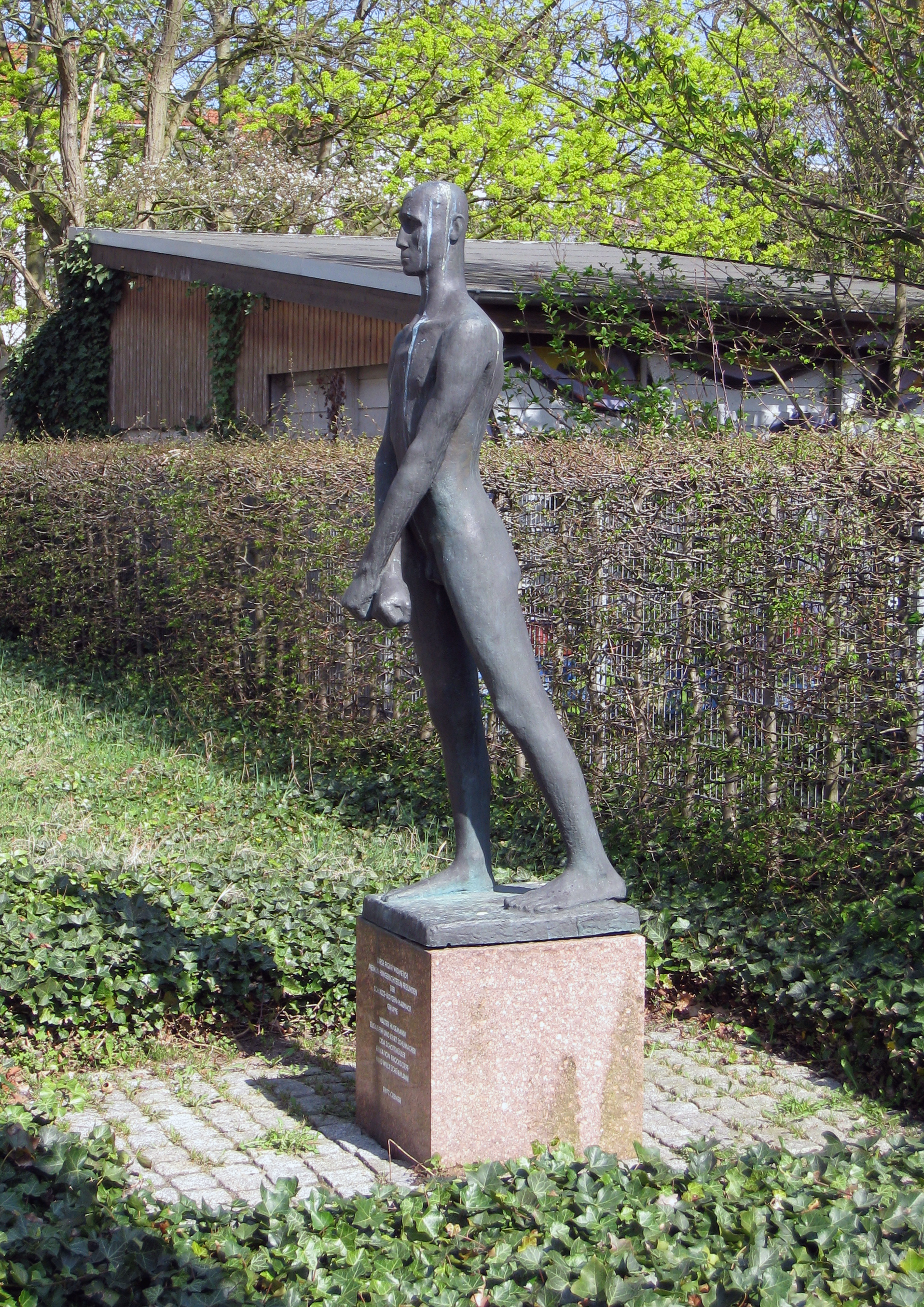
Skulptur Freiheitskämpfer

Die Skulptur Freiheitskämpfer in Bremen-Mitte wird in der Liste der Denkmale und Standbilder der Stadt Bremen geführt.
Die Plastik aus Bronze auf einem Betonsockel stammt von dem Berliner Künstler Fritz Cremer. Sie wurde 1984 zum Gedenken an Mildred Harnack und Harro Schulze-Boysen beim Wilhelm-Wagenfeld-Haus in den Bremer Wallanlagen aufgestellt. Cremer, so die Bildungsbehörde, „schuf die Plastik bereits 1947. Er widmete sie mit einer Sockelinschrift seinen hingerichteten Freunden und den Kämpfern: ‚Diese Figur widme ich meinen hingerichteten Freunden der Schulze-Boysen-Harnack-Gruppe sowie Walter Husemann, Elisabeth und Kurt Schumacher, Erika von Brockdorff und Willy Schürmann‘.“ 1983 wurde Cremer Preisträger des Bremer Bildhauerpreises. Er übergab Bremen einen Nachguss seines Kunstwerkes, das in Berlin steht.

Von Cremer stammt u. a. das Buchenwald-Denkmal (1958), das Denkmal für das KZ Mauthausen (1967) und die Figurengruppe für das KZ Ravensbrück (1965).
Mildred Harnack (1902–1943, Literaturwissenschaftlerin) und Harro Schulze-Boysen (1909–1942, Publizist und Offizier der Luftwaffe) waren Widerstandskämpfer gegen den Nationalsozialismus, die in der so genannten Roten Kapelle auch für den sowjetischen Nachrichtendienst NKGB arbeiteten. Die oben genannten Walter Husemann (1909–1943, Redakteur), Elisabeth Schumacher (1904–1942, Grafikerin), Kurt Schumacher (1905–1942, Bildhauer), Erika Gräfin von Brockdorff (1911–1943, Bürofachkraft) und Willy Schürmann (1900–1943, Schauspieler) waren mit vielen Anderen Wegbegleiter im Widerstand; alle wurden hingerichtet.